# Ooyuki Umi no Kaina
Ooyuki Umi no Kaina là một anime truyền hình Nhật Bản, phát sóng từ tháng 1 đến tháng 3 năm 2023 trên Fuji TV (+Ultra) và những đài khác ở Nhật Bản. Tại Việt Nam, phim được phát ở trên Bilibili và kênh YouTube Ani-One Asia từ ngày 12 tháng 1 đến ngày 23 tháng 3 năm 2023.

## Sản xuất
Việc thu âm trước của anime truyền hình được sản xuất trước khi công bố tác phẩm, bộ phim được thông báo là một tác phẩm truyền thông hỗn hợp với manga đăng mỗi kì, trong buổi ra mắt giới thiệu dòng sản phẩm của Fuji TV (+Ultra) diễn ra vào 20 tháng 1, 2022.
Trong Crunchyroll Expo 2022 đã được tổ chức tại San Jose, 4 tập đầu tiên của tác phẩm này đã được ra mắt trong buổi công chiếu đặc biệt diễn ra vào 6 tháng 8, 2022.
Tác phẩm này được coi như tác phẩm kỷ niệm 40 năm thành lập của Polygon Pictures. Nihei Tsutomu người tham gia với tư cách là nguyên tác giả của tác phẩm này và ông cũng chính là tác giả của Sidonia no Kishi tác phẩm kỷ niệm 30 năm thành lập Polygon Pictures.
Đoạn phim tổng hợp từ tập 1 đến tập 4 của bộ anime này đã được phát hành. Trong video dài hơn 10 phút này đã tường thuật lại những diễn biến của bộ phim, giải thích thêm về các thuật ngữ trong phim và một thế giới nơi trái đất sắp biến mất do biển tuyết.
Vào 7 tháng 1, 2023 tại Buổi chiếu phim thông báo hoàn thành của tác phẩm này, đã công bố phần tiếp theo sẽ là một bộ Phim anime.

## Tóm tắt
Câu chuyện ở một thế giới nơi mà trái đất sắp biến mất do biển tuyết ngày càng lan rộng. Để thoát khỏi nơi bị biển tuyết rộng lớn bao phủ ở dưới mặt đất, mọi người đã xây dựng vòm trời, khu vực trải rộng trên đỉnh của cây quỹ đạo cổ thụ khổng lồ hỗ trợ cuộc sống cho người dân cư ngụ trong những ngôi làng ở vòm trời. Một ngày nọ, Kaina người sống ở vòm trời tìm thấy Ririha cô gái tới từ biển tuyết hoang vắng lạnh lẽo, trôi dạt lên từ gốc cây quỹ đạo. Ririha nói rằng cô đang đi tìm kiếm một nhà hiền triết sở hữu sức mạnh vô biên để cứu biển tuyết đang rơi vào nguy cơ diệt vong do cuộc tranh chấp.

## Nhân vật
Kaina (カイナ)
Lồng tiếng bởi: Hosoya Yoshimasa
Ririha (リリハ)
Lồng tiếng bởi: Takahashi Rie
Yaona (ヤオナ)
Lồng tiếng bởi: Murase Ayumu
Amelothée (アメロテ)
Lồng tiếng bởi: Sakamoto Maaya
Orinoga (オリノガ)
Lồng tiếng bởi: Konishi Katsuyuki
Ngapoji (ンガポージ)
Lồng tiếng bởi: Sugita Tomokazu
Handagil (ハンダーギル)
Lồng tiếng bởi: Hiyama Nobuyuki
Halesola (ハレソラ)
Lồng tiếng bởi: Horiuchi Kenyuu

## Bài hát chủ đề
「テレパス」ヨルシカ
Chủ đề mở đầu là "Telepath (テレパス)" do Yorushika (ヨルシカ) trình bày. Lời, nhạc và biên soạn nhạc bởi n-buna.
「ジュブナイル」GReeeeN
Chủ đề kết thúc "Juvenile (ジュブナイル)" được trình bày bởi GReeeeN. Lời, nhạc bởi GReeeeN. Biên soạn nhạc bởi JIN.

## Soundtrack
Nhạc nền của bộ phim của các nghệ sĩ Misaki Umase, Hiroyuki Sawano, KOHTA YAMAMOTO và chủ đề chính của Hiroyuki Sawano đã được Fujipacific Music, Fabtone phát hành vào ngày 11 tháng 1 năm 2023 và Fabtone là đơn vị bán hàng. Tổng 44 bài nhạc.
| #     | Tựa đề                   | Nghệ sĩ soạn nhạc | Thời lượng |
| Đĩa 1 | Đĩa 1                    | Đĩa 1             | Đĩa 1      |
| ----- | ------------------------ | ----------------- | ---------- |
| 1     | KAINA                    | Hiroyuki Sawano   | 05:48      |
| 2     | KAINA-big                | Hiroyuki Sawano   | 02:36      |
| 3     | KAINA-snow               | Hiroyuki Sawano   | 02:44      |
| 4     | KAINA-sea                | Hiroyuki Sawano   | 02:49      |
| 5     | K_village_G              | KOHTA YAMAMOTO    | 02:37      |
| 6     | K_ocean_G                | KOHTA YAMAMOTO    | 04:14      |
| 7     | K_city_G                 | KOHTA YAMAMOTO    | 02:26      |
| 8     | K_character_G            | KOHTA YAMAMOTO    | 04:17      |
| 9     | K_hunt_G                 | KOHTA YAMAMOTO    | 04:11      |
| 10    | K_ship_G                 | KOHTA YAMAMOTO    | 03:12      |
| 11    | K_save_G                 | KOHTA YAMAMOTO    | 02:46      |
| 12    | K_construct_G            | KOHTA YAMAMOTO    | 04:01      |
| 13    | K_uncontrollable_G       | KOHTA YAMAMOTO    | 02:40      |
| 14    | Hikari-光-               | Misaki Umase      | 01:59      |
| 15    | Tenmaku-天膜-            | Misaki Umase      | 02:01      |
| 16    | Amelothée                | Misaki Umase      | 02:03      |
| 17    | Miss you                 | Misaki Umase      | 02:26      |
| 18    | Darkwalk                 | Misaki Umase      | 01:47      |
| 19    | A ray of light           | Misaki Umase      | 01:46      |
| 20    | 1vs1                     | Misaki Umase      | 02:00      |
| 21    | The duel of freeze       | Misaki Umase      | 02:20      |
| 22    | The Holy                 | Misaki Umase      | 03:19      |
| 23    | Still on a journey       | Misaki Umase      | 01:27      |
| 24    | In the snowsea-雪海の中- | Misaki Umase      | 04:41      |
| Đĩa 2 |                          |                   |            |
| 1     | K_executioner_G          | KOHTA YAMAMOTO    | 04:27      |
| 2     | K_Haresora_G             | KOHTA YAMAMOTO    | 03:01      |
| 3     | K_tension_G              | KOHTA YAMAMOTO    | 02:34      |
| 4     | K_hope_G                 | KOHTA YAMAMOTO    | 02:39      |
| 5     | K_ordinary_G             | KOHTA YAMAMOTO    | 01:38      |
| 6     | K_blush_G                | KOHTA YAMAMOTO    | 01:57      |
| 7     | K_confrontation_G        | KOHTA YAMAMOTO    | 02:11      |
| 8     | K_hide_G                 | KOHTA YAMAMOTO    | 02:15      |
| 9     | K_relief_G               | KOHTA YAMAMOTO    | 02:03      |
| 10    | K_glee_G                 | KOHTA YAMAMOTO    | 01:55      |
| 11    | Kaina's Country          | Misaki Umase      | 01:52      |
| 12    | Origin                   | Misaki Umase      | 04:31      |
| 13    | Friendly villager        | Misaki Umase      | 01:22      |
| 14    | Dokidoki                 | Misaki Umase      | 01:08      |
| 15    | Remorse                  | Misaki Umase      | 01:34      |
| 16    | Be irritated             | Misaki Umase      | 01:12      |
| 17    | Bigbug                   | Misaki Umase      | 01:08      |
| 18    | Anxiety                  | Misaki Umase      | 01:07      |
| 19    | The crisis               | Misaki Umase      | 02:56      |
| 20    | Escape                   | Misaki Umase      | 03:20      |

## Danh sách các tập
| #                                                       | Tựa đề                                        | Phân cảnh                      | Đạo diễn         | Ngày phát sóng gốc       |
| ------------------------------------------------------- | --------------------------------------------- | ------------------------------ | ---------------- | ------------------------ |
| 1                                                       | Chàng trai của Vòm Trời (天膜の少年)          | Andou Hiroaki                  | Yonebayashi Taku | Ngày 12 tháng 1 năm 2023 |
| 2                                                       | Công chúa của Biển Tuyết (雪海の王女)         | Shimazu Hiroyuki               | Andou Hiroaki    | Ngày 19 tháng 1          |
| 3                                                       | Hành trình trên cây Quỹ Đạo (軌道樹の旅)      | Yonebayashi Taku               | Yonebayashi Taku | Ngày 26 tháng 1          |
| 4                                                       | Công chúa chiến binh khoác áo giáp (鎧の戦姫) | Shimazu Hiroyuki               | Nagazono Reiji   | Ngày 2 tháng 1           |
| 5                                                       | Chiến dịch giải cứu (救出作戦)                | Yonebayashi Taku               | Andou Hiroaki    | Ngày 9 tháng 2           |
| 6                                                       | Ririha trong lồng giam (籠の中のリリハ)       | Shimazu Hiroyuki               | Nagazono Reiji   | Ngày 16 tháng 2          |
| 7                                                       | Đất nước pháo đài (要塞の国)                  | Yonebayashi Taku               | Andou Hiroaki    | Ngày 23 tháng 2          |
| 8                                                       | Lênh đênh (漂流)                              | Ide Yasunori                   | Andou Hiroaki    | Ngày 2 tháng 3           |
| 9                                                       | Lá cờ ở cung điện cổ (古王宮の旗標)           | Shimazu Hiroyuki               | Nagazono Reiji   | Ngày 9 tháng 3           |
| 10                                                      | Người Kiến Thiết (建設者)                     | Shimazu Hiroyuki               | Andou Hiroaki    | Ngày 16 tháng 3          |
| 11                                                      | Thang đo hy vọng (希望の目盛り)               | Yonebayashi Taku Andou Hiroaki | Nagazono Reiji   | Ngày 23 tháng 3          |
| Tựa đề tiếng Việt được lấy từ kênh YouTube Ani-One Asia |                                               |                                |                  |                          |

## Phiên bản điện ảnh
Tại buổi chiếu phim thông báo hoàn thành của tác phẩm này tổ chức vào ngày 7 tháng 1 năm 2023 đã công bố Phần tiếp theo sẽ là bộ Phim anime. Ngày 22 tháng 3 năm 2023, trong buổi giới thiệu những tác phẩm anime của Fuji TV 2023, phần tiếp theo là một bộ phim anime lấy tựa đề Ooyukiumi no Kaina: Hoshi no Kenja, bản điện ảnh của Tác phẩm anime truyền hình Ooyukiumi no Kaina, đã được công bố sẽ được công chiếu tại các Rạp trên toàn Nhật Bản vào tháng 10. Ngoài ra, hình ảnh chính cắt từ Phim và teaser PV đã được phát hành.

## Manga
Trước khi cho phát sóng anime truyền hình, bộ manga của Takemoto Itoe, bắt đầu được đăng dài kỳ trong tạp chí Monthly Shonen Sirius của Kodansha từ số tháng 4 năm 2022.
| # | Ngày phát hành tiếng Nhật | ISBN tiếng Nhật   |
| - | ------------------------- | ----------------- |
| 1 | Ngày 8 tháng 12 năm 2022  | 978-4-06-530020-6 |
| 2 | Ngày 9 tháng 02 năm 2023  | 978-4-06-530763-2 |